# Sándor Kónya-Hamar
Sándor Kónya-Hamar (n. 5 septembrie 1948, Lunca Mureșului, România) este un scriitor maghiar din România, deputat de Cluj din 1992 până în 2008 din partea UDMR.

## Studiile
A absolvit Liceul Gabriel Bethlen din Aiud, după care a studiat filozofia la Universitatea Babeș-Bolyai din Cluj.

## Scrieri
A debutat literar în anul 1970 în revista Brassói Lapok.

## Cariera politică
Sándor Kónya-Hamar a fost validat ca deputat pe data de 26 octombrie 1992, dată la care l-a înlocuit pe deputatul Nandor Iozsef Nemenyi. Sándor Kónya-Hamar a fost ales ca deputat pe listele UDMR în legislaturile 1996-2000, 2000-2004 și 2004-2008. 
Din 1 ianuarie 2007 până în 9 decembrie 2007 a fost membru al Parlamentului European din partea României, afiliat grupului europarlamentar al Partidului Popular European. În cadrul Parlamentului European a făcut parte din Comisia pentru Cultură și Educație.